# Забежное
Забежное — деревня  в  Смоленской области России,  в Ельнинском районе. Население – 3 жителя (2007 год).  Расположена в юго-восточной части области в 22 км к юго-востоку от города Ельня, в 4 км южнее автодороги Р96 Новоалександровский(А101) — Спас-Деменск — Ельня — Починок. В 10 км к северу от деревни железнодорожная станция Коробец на ветке Смоленск — Сухиничи. Входит в состав Коробецкого сельского поселения.